# Medalla Cantor
La medalla Cantor de la Societat Matemàtica d'Alemanya (Deutsche Mathematiker-Vereinigung, DMV) és un premi que s'atorga a matemàtics associats a la llengua alemanya normalment cada dos anys, durant les reunions anuals de la societat. El nom del guardó va ser triat en honor del matemàtic rus Georg Cantor, conegut per les seves aportacions a la teoria de conjunts.

## Guardonats
- 1990 Karl Stein[1]
- 1992 Jürgen Moser[1][2][2]
- 1994 Erhard Heinz[1][2]
- 1996 Jacques Tits[1][2]
- 1999 Volker Strassen[1][2]
- 2002 Yuri Manin[1][2]
- 2004 Friedrich Hirzebruch[2]
- 2006 Hans Föllmer[2]
- 2008 Hans Grauert[2]
- 2010 Matthias Kreck[3]
- 2012 Michael Struwe[4]
- 2014 Herbert Spohn[5]